# Duelo Burr–Hamilton
O duelo Burr-Hamilton ocorreu em Weehawken, Nova Jersey, entre Aaron Burr, o terceiro vice-presidente dos EUA na época, e Alexander Hamilton, o primeiro e ex -secretário do Tesouro, na madrugada de 11 de julho de 1804. O duelo foi o ápice de uma rivalidade acirrada que se desenvolveu ao longo dos anos entre os dois homens, que eram políticos de alto nível nos recém-criados Estados Unidos, fundados após a vitoriosa Revolução Americana e sua Guerra Revolucionária associada.
No duelo, Burr atirou no abdômen de Hamilton. Hamilton revidou e atingiu um galho de árvore acima e atrás da cabeça de Burr. Hamilton foi transportado através do Rio Hudson para tratamento no atual Greenwich Village, na cidade de Nova York, onde morreu no dia seguinte, em 12 de julho de 1804.
A morte de Hamilton enfraqueceu permanentemente o Partido Federalista, fundado por Hamilton em 1789 e um dos dois principais partidos do país na época. Também encerrou a carreira política de Burr, já que ele foi vilipendiado por atirar em Hamilton. Alexander Hamilton morreu perto do local onde seu filho Philip Hamilton morreu em um duelo separado.

## Contexto

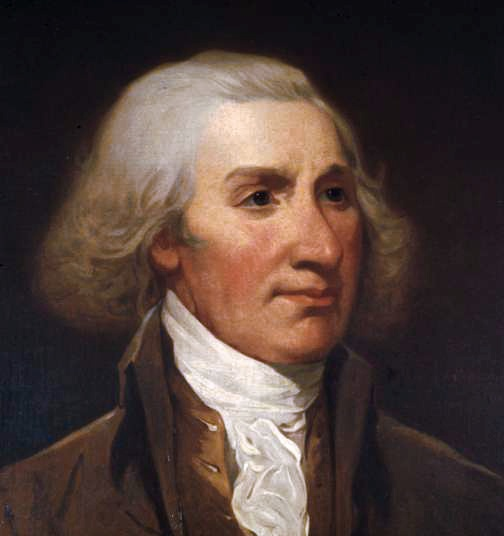
Philip Schuyler, sogro de Hamilton, general do Exército Continental sob o comando de Washington e mais tarde senador dos EUA, representando o estado de Nova York

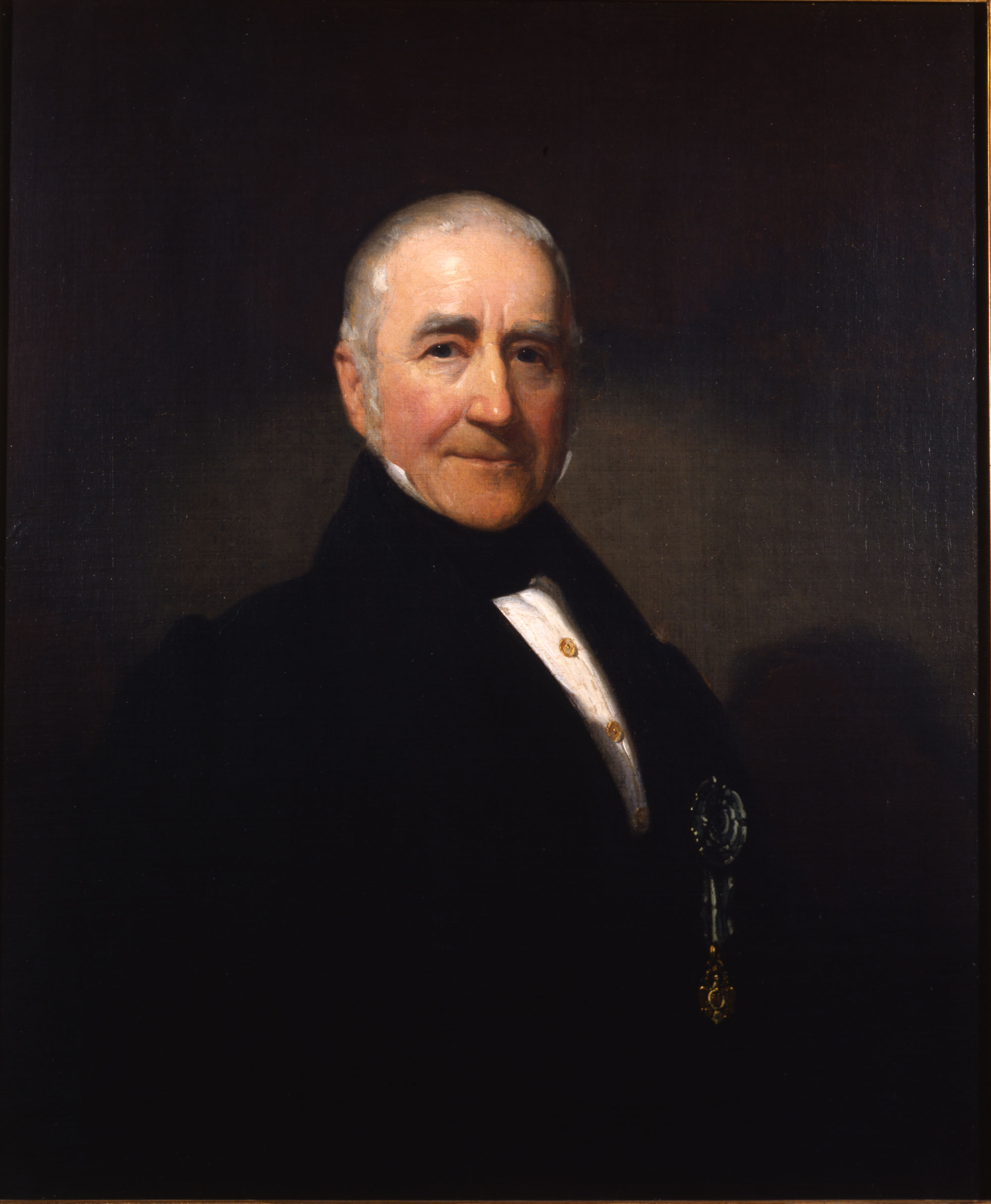
Morgan Lewis, apoiado por Hamilton, derrotou Burr na eleição para governador de Nova York em 1804, o que inflamou ainda mais o conflito entre Burr e Hamilton.

O duelo foi a escaramuça final de um longo conflito entre democratas-republicanos e federalistas. O conflito começou em 1791, quando Burr ganhou uma cadeira no Senado dos Estados Unidos de Philip Schuyler, sogro de Hamilton, que teria apoiado as políticas federalistas. Hamilton era o Secretário do Tesouro dos EUA na época. O Colégio Eleitoral chegou então a um impasse na eleição presidencial de 1800, durante a qual as manobras de Hamilton na Câmara dos Representantes dos EUA foram um fator na vitória de Thomas Jefferson sobre Burr. Na época, o candidato que recebesse mais votos era eleito presidente, enquanto o candidato com o segundo maior número de votos se tornava vice-presidente. Naquela época, havia apenas partidos protopolíticos, como o presidente Washington lamentou em seu discurso de despedida em 1796, e as chapas conjuntas ainda não haviam se tornado uma característica das eleições como são atualmente.
A animosidade de Hamilton em relação a Burr era severa e bem documentada em cartas pessoais ao seu amigo e compatriota James McHenry. Em uma carta de 4 de janeiro de 1801 para McHenry, Hamilton escreveu:

Nothing has given me so much chagrin as the Intelligence that the Federal party were thinking seriously of supporting Mr. Burr for president. I should consider the execution of the plan as devoting the country and signing their own death warrant. Mr. Burr will probably make stipulations, but he will laugh in his sleeve while he makes them and will break them the first moment it may serve his purpose.
Como ficou claro que Jefferson retiraria Burr de sua chapa na eleição presidencial de 1804, Burr decidiu concorrer ao governo de Nova York. Ele foi apoiado por membros do Partido Federalista e estava sob o patrocínio de Tammany Hall na eleição para governador de Nova York em 1804. Hamilton fez uma campanha vigorosa contra Burr, o que o fez perder a eleição para governador para Morgan Lewis, um democrata-republicano clintoniano que Hamilton havia apoiado.
Ambos os homens já haviam se envolvido em duelos no passado. Hamilton esteve envolvido em mais de uma dúzia de casos de honra antes de seu encontro fatal com Burr, incluindo disputas com William Gordon (1779), Aedanus Burke (1790), John Francis Mercer (1792–1793), James Nicholson (1795), James Monroe (1797), Ebenezer Purdy e George Clinton (1804). Ele também serviu como segundo de John Laurens em um duelo de 1779 com o General Charles Lee, e do cliente legal John Auldjo em um duelo de 1787 com William Pierce. Hamilton também afirmou que teve uma disputa de honra anterior com Burr, enquanto Burr afirmou que houve duas.
Além disso, o filho de Hamilton, Philip, foi morto em um duelo com George I. Eacker em 23 de novembro de 1801, que foi iniciado depois que Philip e seu amigo Richard Price se envolveram em comportamento hooligan no camarote de Eacker no Park Theatre em Manhattan. Isso foi em resposta a um discurso que Eacker fez em 3 de julho de 1801, que criticava Hamilton. Philip e seu amigo desafiaram Eacker para duelos quando ele os chamou de "malditos patifes". O duelo de Price, também em Weehawken, Nova Jersey, resultou em nada mais do que quatro tiros perdidos, e Hamilton aconselhou seu filho a desviar (jogar fora o tiro). Entretanto, tanto Philip quanto Eacker ficaram sem tiros por um minuto após o comando "presente", então Philip nivelou sua pistola, fazendo com que Eacker atirasse, ferindo Philip mortalmente e fazendo seu tiro sair pelo lado errado.

### Eleição de 1800
Burr e Hamilton enfrentaram oposição pública pela primeira vez durante a eleição presidencial em 1800. Burr e Thomas Jefferson concorreram à presidência pela chapa do Partido Democrata-Republicano contra o atual presidente John Adams e seu companheiro de chapa na vice-presidência, Charles C. Pinckney, do Partido Federalista. As regras do Colégio Eleitoral da época davam a cada eleitor dois votos para presidente, e o candidato que recebesse o segundo maior número de votos se tornava vice-presidente.
Burr e Jefferson ficaram empatados com 73 votos cada. A Constituição estipulava que, se dois candidatos com maioria no Colégio Eleitoral estivessem empatados, a eleição seria transferida para a Câmara dos Representantes, que era controlada pelos federalistas naquele momento, muitos dos quais estavam relutantes em votar em Jefferson. Embora Hamilton tivesse uma rivalidade de longa data com Jefferson, decorrente de seus mandatos como membros do gabinete de George Washington, ele considerava Burr muito mais perigoso e usou toda sua influência para garantir a eleição de Jefferson. Na 36ª votação, a Câmara dos Representantes deu a Jefferson a presidência, com Burr se tornando vice-presidente.
Hamilton disparou sua arma intencionalmente e atirou primeiro. Mas ele pretendia errar Burr, mandando sua bala para a árvore acima e atrás da localização de Burr. Ao fazer isso, ele não reteve o tiro, mas o desperdiçou, honrando assim sua promessa pré-duelo. Enquanto isso, Burr, que não sabia da promessa, sabia que um projétil da arma de Hamilton passou zunindo por ele e bateu na árvore atrás dele. De acordo com os princípios do code duello, Burr estava perfeitamente justificado em mirar mortalmente em Hamilton e atirar para matar.
Uma discussão pública por meio de cartas publicas em jornais foi a gota da agua para o duelo, Burr lançou um desafio formal e Hamilton aceitou. Muitos historiadores consideraram as causas do duelo frágeis e, portanto, caracterizaram Hamilton como "suicida", Burr como "malicioso e assassino", ou ambos. Thomas Fleming oferece a teoria de que Burr pode ter tentado recuperar sua honra desafiando Hamilton, a quem ele considerava o único cavalheiro entre seus detratores, em resposta aos ataques caluniosos contra seu caráter publicados durante a campanha para governador de 1804.
Os motivos de Hamilton para não se envolver em um duelo incluíam seus papéis como pai e marido, colocando seus credores em risco e colocando o bem-estar de sua família em risco, mas ele sentiu que seria impossível evitar um duelo porque havia feito ataques a Burr dos quais não conseguia se retratar e por causa do comportamento de Burr antes do duelo. Ele tentou conciliar suas razões morais e religiosas e os códigos de honra e política. Joanne Freeman especula que Hamilton pretendia aceitar o duelo e desperdiçar sua chance para satisfazer seus códigos morais e políticos.

## Duelo

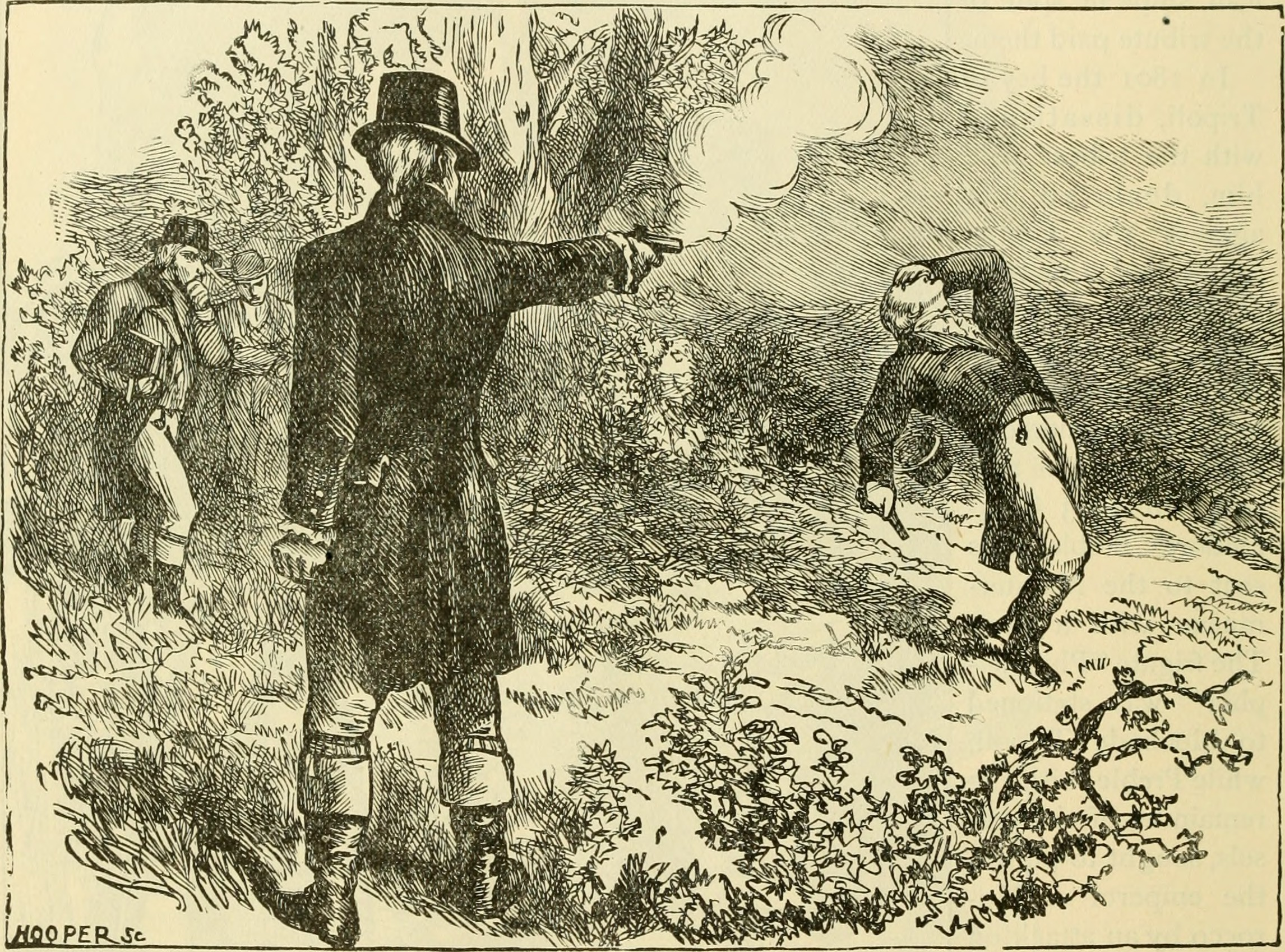
Uma impressão artística da foto de Hamilton feita por Burr

Na madrugada de 11 de julho de 1804, Burr e Hamilton partiram de Manhattan em barcos separados e remaram através do Rio Hudson até um local conhecido como Heights of Weehawken, Nova Jersey, um campo popular de duelos abaixo dos imponentes penhascos de Palisades. Os duelos eram proibidos tanto em Nova York quanto em Nova Jersey, mas Hamilton e Burr concordaram em ir para Weehawken porque Nova Jersey não era tão agressiva quanto Nova York em processar participantes de duelos. O mesmo local foi usado para 18 duelos conhecidos entre 1700 e 1845, e não ficava longe do local do duelo de 1801 que resultou na morte do filho mais velho de Hamilton, Philip Hamilton. Eles também tomaram medidas para dar a todas as testemunhas uma negação plausível, numa tentativa de se protegerem de processos. Por exemplo, as pistolas eram transportadas para a ilha em uma mala, permitindo que os remadores dissessem sob juramento que não tinham visto nenhuma pistola. Eles também ficaram de costas para os duelistas.
Burr, William Peter Van Ness (seu segundo), Matthew L. Davis, outro homem frequentemente identificado como John Swarthout e os remadores chegaram ao local às 6h30 da manhã, quando Swarthout e Van Ness começaram a limpar o mato do campo de duelo. Hamilton, o juiz Nathaniel Pendleton (seu segundo) e o Dr. David Hosack chegaram alguns minutos antes das sete. Foi feito um sorteio para escolher a posição e quem seria o segundo a começar o duelo. Ambas foram vencidas pelo segundo de Hamilton, que escolheu a borda superior da saliência para Hamilton, de frente para a cidade. No entanto, Joseph Ellis afirma que Hamilton foi desafiado e, portanto, teve que escolher entre arma e posição. Segundo este relato, o próprio Hamilton escolheu a posição a montante ou do lado norte.
Alguns relatos em primeira mão do duelo concordam que dois tiros foram disparados, mas alguns dizem que apenas Burr atirou, e os padrinhos discordaram sobre o tempo de intervalo entre eles. Era comum que ambos os protagonistas de um duelo errassem deliberadamente ou atirassem no chão para exemplificar coragem (uma prática conhecida como deloping). O duelo poderia então chegar ao fim. Hamilton aparentemente disparou um tiro acima da cabeça de Burr. Burr revidou e atingiu Hamilton no abdômen inferior, acima do quadril direito. A bala de chumbo de grande calibre ricocheteou na terceira ou segunda costela falsa de Hamilton, fraturando-a e causando danos consideráveis aos seus órgãos internos, especialmente ao fígado e ao diafragma, antes de se alojar na primeira ou segunda vértebra lombar. De acordo com o relato de Pendleton, Hamilton desmaiou quase imediatamente, deixando cair a pistola involuntariamente, e Burr se moveu em sua direção de forma muda (o que Pendleton considerou indicativo de arrependimento) antes de ser empurrado para trás de um guarda-chuva por Van Ness porque Hosack e os remadores já estavam se aproximando.
É totalmente incerto quem atirou primeiro, já que ambos os segundos estavam no duelo de acordo com os regulamentos pré-estabelecidos para que pudessem testemunhar que "não viram fogo". Após muita pesquisa para determinar os eventos reais do duelo, o historiador Joseph Ellis dá seu melhor palpite:

Quando chamado por ele ao receber o ferimento fatal, encontrei-o meio sentado no chão, apoiado nos braços do Sr. Pendleton. Seu semblante de morte nunca esquecerei. Ele teve naquele instante força suficiente para dizer: "Este é um ferimento mortal, doutor"; quando ele afundou e ficou aparentemente sem vida. Imediatamente tirei suas roupas e logo, infelizmente, verifiquei que a direção da bola devia ter passado por alguma parte vital. Seus pulsos não eram sentidos, sua respiração estava totalmente suspensa e, ao colocar minha mão em seu coração e não perceber nenhum movimento nele, considerei que ele havia desaparecido irrecuperavelmente. Eu, porém, observei ao Sr. Pendleton que a única chance de ele reviver seria colocá-lo imediatamente na água. Nós, portanto, o levantamos e o levamos para fora do bosque até a margem da margem, onde os barqueiros nos ajudaram a transportá-lo para o barco, que imediatamente partiu. Durante todo esse tempo não consegui descobrir o menor sintoma de retorno à vida. Agora esfreguei seu rosto, lábios e têmporas com espírito de hartshorn, apliquei em seu pescoço e peito, e nos pulsos e palmas de suas mãos, e tentei derramar um pouco em sua boca.

### Relato de David Hosack
Hosack escreveu seu relato em 17 de agosto, cerca de um mês após o duelo. Ele testemunhou que só viu Hamilton e os dois segundos desaparecerem "na floresta", ouviu dois tiros e correu para encontrar Hamilton ferido. Ele também testemunhou que não tinha visto Burr, que estava escondido atrás de um guarda-chuva por Van Ness. Ele dá uma imagem muito clara dos eventos em uma carta a William Coleman:

### Declaração à imprensa
Pendleton e Van Ness emitiram um comunicado à imprensa sobre os eventos do duelo, que destacou as regras de duelo acordadas e os eventos que ocorreram. Afirmou que ambos os participantes estavam livres para abrir fogo assim que recebessem a ordem de se apresentar. Após o primeiro tiro ter sido dado, o segundo tiro do oponente contaria até três, após o que o oponente dispararia ou sacrificaria seu tiro. Pendleton e Van Ness discordam sobre quem disparou o primeiro tiro, mas concordam que ambos os homens dispararam "com poucos segundos de diferença" (como devem ter feito; nem Pendleton nem Van Ness mencionam a contagem regressiva).
Na versão corrigida da declaração de Pendleton, ele e um amigo foram ao local do duelo no dia seguinte à morte de Hamilton para descobrir para onde foi o tiro de Hamilton.
Eles verificaram que a bala passou pelo galho de um cedro, a uma altitude de cerca de doze pés e meio, perpendicularmente ao solo, entre treze e quatorze pés da marca em que o General Hamilton estava, e cerca de quatro pés de largura da linha direta entre ele e o Coronel Burr, no lado direito; ele tendo caído no lado esquerdo.

### As intenções de Hamilton
Hamilton escreveu uma carta antes do duelo intitulada Declaração sobre duelo iminente com Aaron Burr na qual afirmou que era "fortemente contra a prática do duelo" por razões religiosas e práticas. "Resolvi", continuou, "se nossa entrevista for conduzida da maneira usual, e se Deus me der a oportunidade, reservar e jogar fora meu primeiro fogo, e estou pensando até em reservar meu segundo fogo."
Historiadores modernos debatem até que ponto as declarações e a carta de Hamilton representam suas verdadeiras crenças e até que ponto isso foi uma tentativa deliberada de arruinar Burr permanentemente se Hamilton fosse morto.

### As intenções de Burr
Há evidências de que Burr pretendia matar Hamilton. Na tarde após o duelo, ele foi citado dizendo que teria atirado no coração de Hamilton se sua visão não tivesse sido prejudicada pela névoa da manhã. O filósofo inglês Jeremy Bentham encontrou-se com Burr na Inglaterra em 1808, quatro anos após o duelo, e Burr afirmou ter certeza de sua capacidade de matar Hamilton. Bentham concluiu que Burr era “pouco melhor que um assassino”.
Também há evidências na defesa de Burr. Se Hamilton tivesse pedido desculpas pela sua "opinião mais desprezível do Sr. Burr", tudo teria sido esquecido. Entretanto, o código de duelo exigia que injurias que necessitassem de explicação ou pedido de desculpas fossem especificamente declarados. A acusação de Burr foi tão inespecífica que poderia se referir a qualquer coisa que Hamilton tivesse dito ao longo de 15 anos de rivalidade política. Apesar disso, Burr insistiu em uma resposta.

### Pistolas

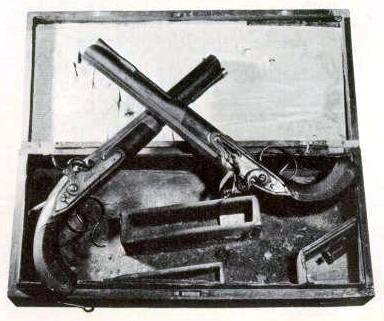
As pistolas Wogdon & Barton usadas no duelo

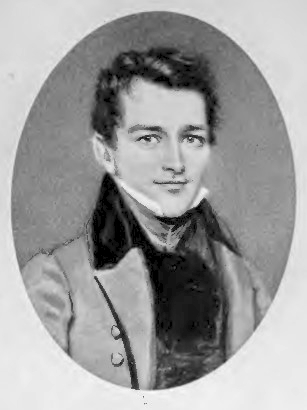
Philip Hamilton, filho de Alexander Hamilton, foi morto em um duelo três anos antes, perto do local do duelo Burr-Hamilton

As pistolas usadas no duelo pertenciam ao cunhado de Hamilton. Uma lenda posterior afirmou que essas pistolas eram as mesmas usadas em um duelo de 1799 entre Church e Burr, no qual nenhum dos homens ficou ferido. Burr, no entanto, escreveu em suas memórias que ele forneceu as pistolas para seu duelo com Church, e que elas pertenciam a ele.
As pistolas de duelo Wogdon &amp; Barton incorporavam um recurso de gatilho capilar que podia ser definido pelo usuário. Hamilton estava familiarizado com as armas e teria sido capaz de usar o gatilho. No entanto, Pendleton perguntou-lhe antes do duelo se ele usaria a "mola de cabelo", e Hamilton teria respondido: "Não desta vez". O filho de Hamilton, Philip, e George Eacker provavelmente usaram as armas da Igreja no duelo de 1801 em que Philip morreu, três anos antes do duelo Burr-Hamilton. Eles foram mantidos em uma propriedade de Church até o final do século XIX. Durante esse período, uma das pistolas foi modificada, com seu mecanismo de pederneira original substituído por um mecanismo de espoleta mais moderno. Isso foi feito pelo neto de Church para uso na Guerra Civil Americana. Consequentemente, as pistolas não são mais idênticas.
O par foi vendido em 1930 para o Chase Manhattan Bank, agora parte do JP Morgan Chase, que remonta à Manhattan Company fundada por Burr, e está em exibição na sede do banco na 270 Park Avenue, na cidade de Nova York.

## Consequências

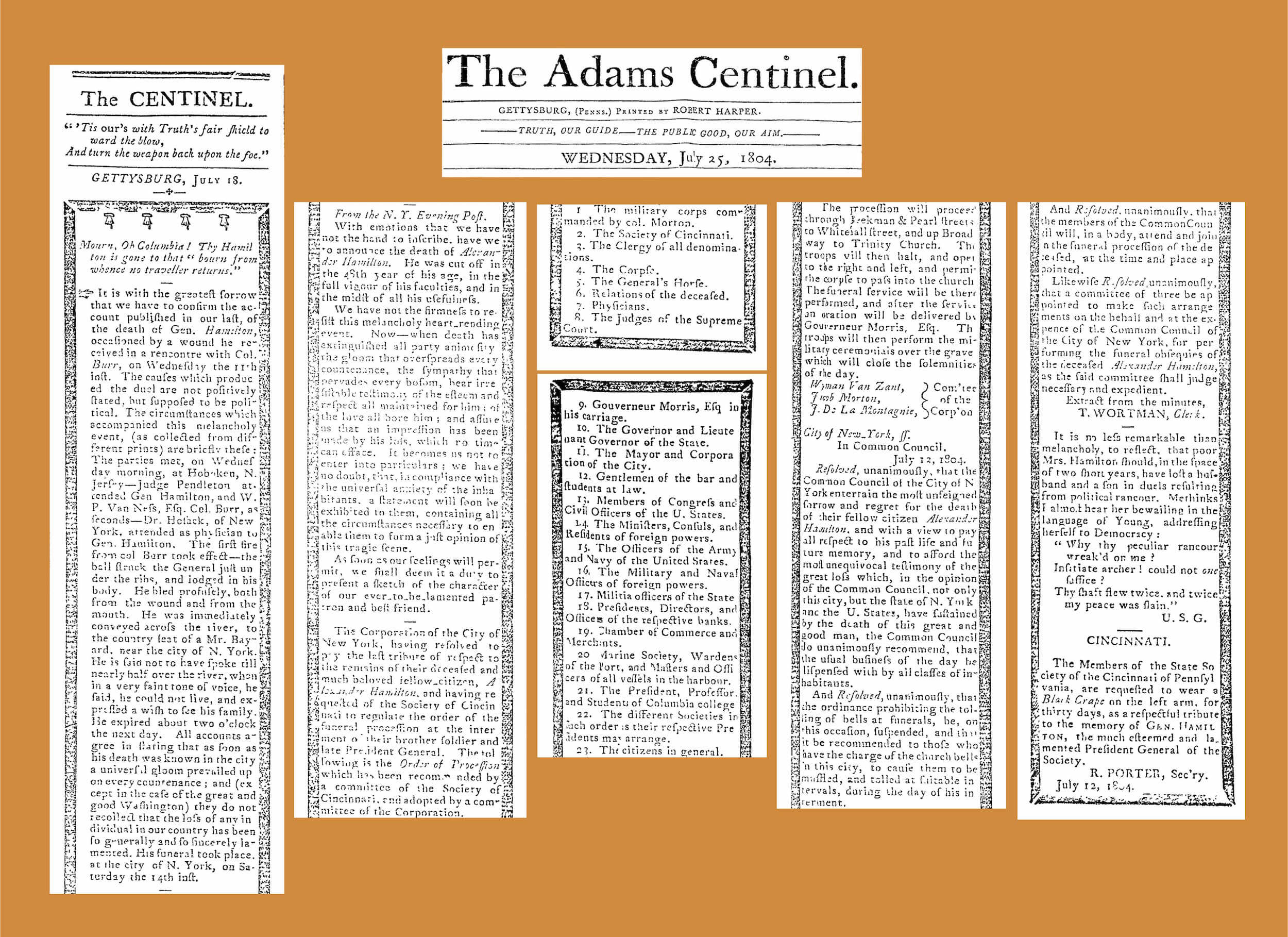
Este artigo de 25 de julho de 1804 no The Adams Centinel expressou extrema lamentação pela morte de Hamilton e descreveu o plano para seu cortejo fúnebre e outras homenagens, incluindo o uso de uma braçadeira comemorativa de crepe preto por 30 dias por membros da Sociedade de Cincinnati da Pensilvânia, uma organização que Hamilton liderou como seu presidente geral.

Depois de ser atendido por Hosack, Hamilton, mortalmente ferido, foi levado para a casa de William Bayard Jr., na atual seção de Greenwich Village, em Nova York, onde recebeu a comunhão do bispo Benjamin Moore. Ele morreu no dia seguinte, após ver sua esposa Elizabeth e seus filhos, na presença de mais de 20 amigos e familiares; ele foi enterrado no Cemitério Trinity Churchyard, em Manhattan. Hamilton era episcopal na época de sua morte.
Após o duelo, Burr fugiu para St. Simons Island, Geórgia, onde ficou na plantação de Pierce Butler, mas logo retornou a Washington, DC para completar seu mandato como vice-presidente.
Burr foi acusado de assassinato em Nova York e Nova Jersey, mas nenhuma das acusações chegou a julgamento. No Condado de Bergen, Nova Jersey, em novembro de 1804, um grande júri indiciou Burr por assassinato, mas a Suprema Corte de Nova Jersey anulou a acusação mediante uma moção do Coronel Ogden. Ele presidiu o julgamento de impeachment de Samuel Chase "com a dignidade e a imparcialidade de um anjo, mas com o rigor de um demônio", segundo um jornal de Washington. O discurso sincero de despedida de Burr ao Senado em março de 1805 levou alguns dos seus críticos mais severos às lágrimas.

### Memoriais e monumentos

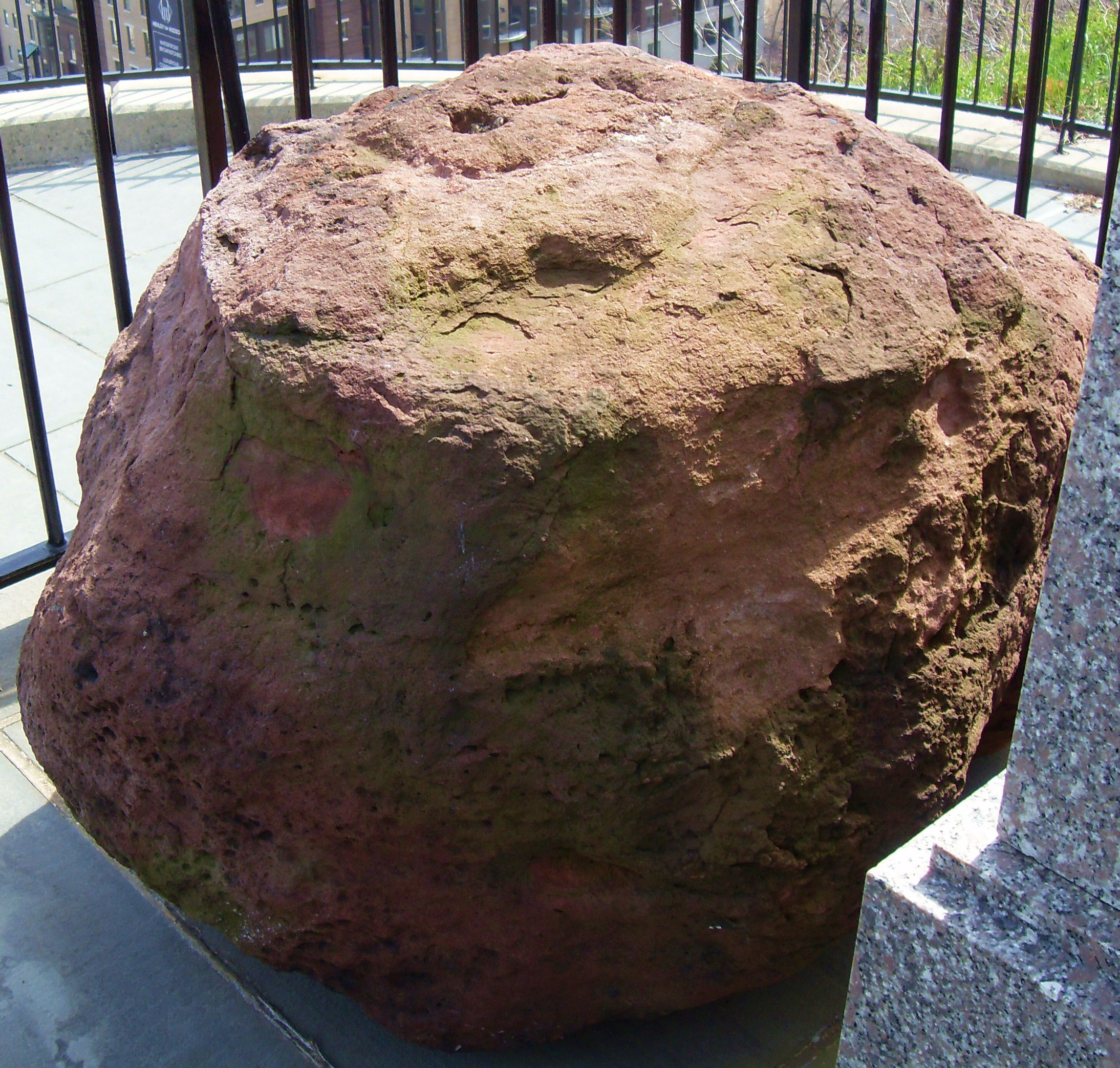
A pedra em Weehawken, Nova Jersey, onde se acredita que Hamilton tenha descansado após ser baleado

O primeiro memorial ao duelo foi construído em 1806 pela Sociedade de Santo André do Estado de Nova York, da qual Hamilton era membro. Duelos continuaram a ser travados no local e o mármore foi lentamente vandalizado e removido para servir de lembranças, não restando nada até 1820. A placa memorial sobreviveu, no entanto, aparecendo em um ferro-velho e chegando à Sociedade Histórica de Nova York, em Manhattan, onde ainda reside.

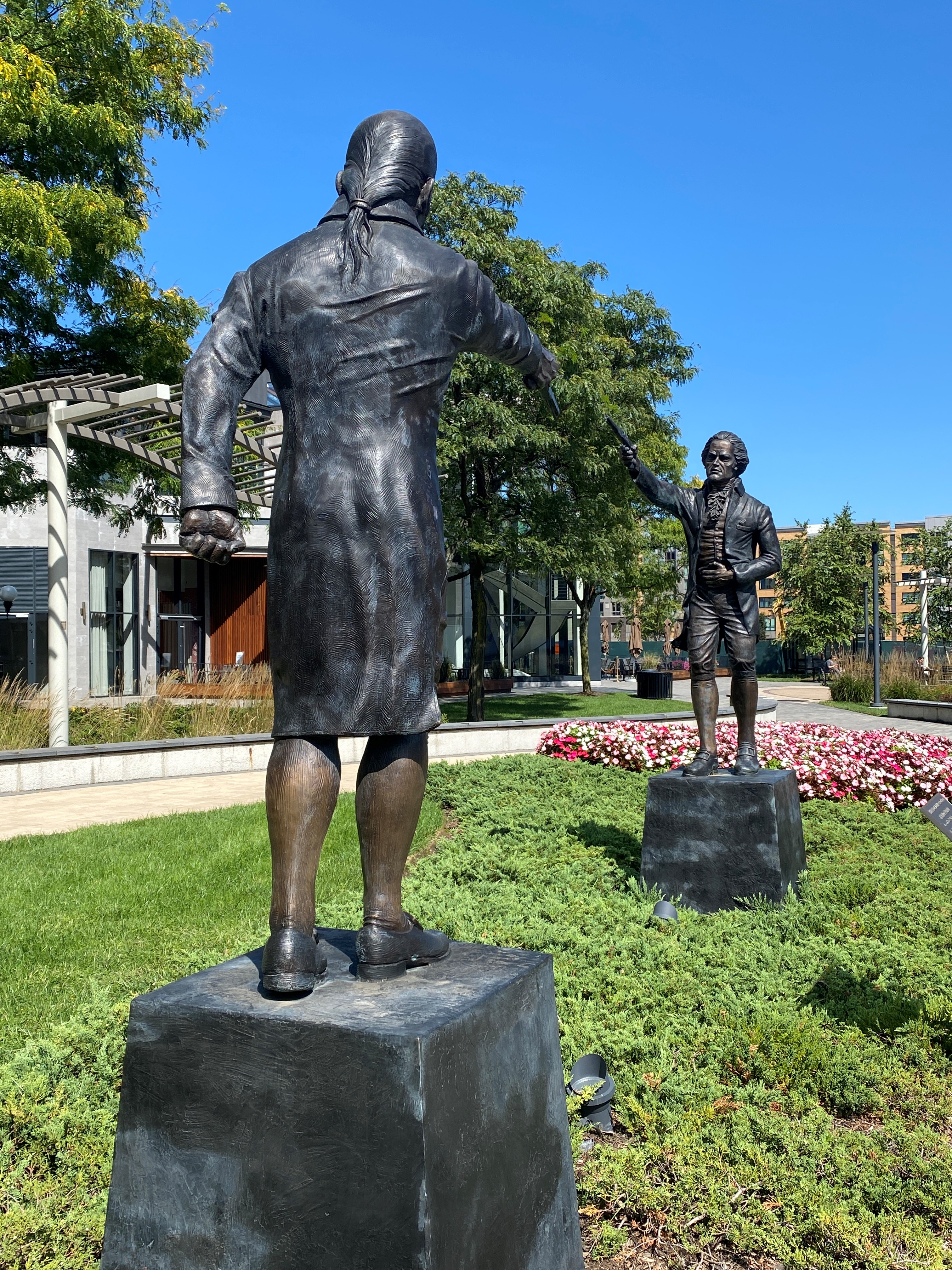
Monumento erguido no local do duelo para comemorar o 215º aniversário, 2019

De 1820 a 1857, o local foi marcado por duas pedras com os nomes Hamilton e Burr colocadas onde se acredita que eles tenham ficado durante o duelo, mas uma estrada foi construída através do local em 1858, de Hoboken, Nova Jersey, a Fort Lee, Nova Jersey; tudo o que restou desses memoriais foi uma inscrição em uma pedra onde se acredita que Hamilton tenha descansado após o duelo. Os trilhos da ferrovia foram colocados diretamente no local em 1870, e a pedra foi transportada até o topo das Palisades, onde permanece até hoje. Uma cerca de ferro foi construída ao redor dela em 1874, complementada por um busto de Hamilton e uma placa. O busto foi atirado do penhasco em 14 de outubro de 1934 por vândalos e a cabeça nunca foi recuperada; um novo busto foi instalado em 12 de julho de 1935. A placa foi roubada por vândalos na década de 1980 e uma versão abreviada do texto foi inscrita na reentrância deixada na pedra, que permaneceu até a década de 1990, quando um pedestal de granito foi adicionado na frente da pedra e o busto foi movido para o topo do pedestal. Novos marcadores foram adicionados em 11 de julho de 2004, o 200º aniversário do duelo.

### Movimento anti-duelo no estado de Nova York
Nos meses e anos seguintes ao duelo, começou um movimento para acabar com a prática. Eliphalet Nott, pastor de uma igreja de Albany frequentada pelo sogro de Hamilton, Philip Schuyler, fez um sermão que logo foi reimpresso: "Um discurso, proferido na Igreja North Dutch, na cidade de Albany, ocasionado pela sempre lamentada morte do general Alexander Hamilton, em 29 de julho de 1804". Em 1806, Lyman Beecher fez um sermão antiduelo, mais tarde reimpresso em 1809 pela Associação Antiduelo de Nova York. As capas e algumas páginas de ambos os panfletos:

## Na cultura popular
As regras do duelo pesquisadas pela historiadora Joanne B. Freeman forneceram inspiração para a canção "Dez Mandamentos de Duelo" no musical da Broadway Hamilton. As canções "Alexander Hamilton", "Your Obedient Servant" e "The World Was Wide Enough" também fazem referência ao duelo, a última retratando o duelo como ele aconteceu. O musical comprime a linha do tempo das brigas de Burr e Hamilton, retratando o desafio de Burr como resultado do apoio de Hamilton a Jefferson, em vez da eleição para governador. Em Hamilton, a penúltima cena de duelo retrata um Hamilton decidido que intencionalmente aponta sua pistola para o céu enquanto Burr aproveita a chance e dispara, ferindo Hamilton mortalmente.
Os descendentes de Burr e Hamilton realizaram uma encenação do duelo perto do Rio Hudson para o bicentenário do duelo em 2004 com a presença de mais de  1.000 pessoas.
Em seu romance histórico Burr (1973), o autor Gore Vidal recria um Aaron Burr idoso visitando o campo de duelo em Weehawken. Burr começa a refletir, para o benefício do protagonista do romance, sobre o que precipitou o duelo e, então, para o desconforto de sua plateia, encena o duelo em si. O capítulo conclui com Burr descrevendo as consequências pessoais, públicas e políticas que ele sofre após o duelo.